# Scars (Lied)
Scars ist ein Lied der schwedischen Sängerin und Songwriterin Tove Lo. Es wurde am 19. Februar 2016 als Song aus dem Soundtrack für den Film Die Bestimmung – Allegiant veröffentlicht. Es wurde von Lo, Jakob Jerlström und Ludvig Söderberg geschrieben und The Struts produzierten den Song auch. Vorher arbeitete sie mit den beiden bereits für ihr Debütalbum Queen of the Clouds aus dem Jahr 2014 zusammen. Der Song konnte sich in keiner Hitparade platzieren. Auch wurde kein Musikvideo zum Song gedreht, er wurde lediglich auf ihrem Vevo Kanal hochgeladen.